# Calabrone (personaggio)
Calabrone (Yellowjacket) è l'identità segreta assunta da diversi personaggi dei fumetti statunitensi pubblicati dalla Marvel Comics.

## Biografia

### Henry Pym
Il dr. Henry "Hank" Pym è il primo personaggio a vestire i panni di Calabrone nell'universo Marvel. Noto come Ant-Man, Hank inala un gas sconosciuto che lo fa impazzire e lo porta ad assumere l'identità del Calabrone. Nel corso degli anni il personaggio si è alleato con diverse squadre di supereroi, tra le quali i Vendicatori e i Difensori. È con questa identità che Pym dona il costume da Ant-Man all'ex ladro Scott Lang. Dopo delle macchinazioni di Testa d'Uovo, Hank Pym abbandona la carriera da supereroe, riprendendo però diverse volte il costume del Calabrone, che è una delle identità più longeve utilizzate dal primo Ant-Man.

### Rita DeMara
Rita DeMara è il secondo personaggio ad assumere l'identità del Calabrone. È una supercriminale che ha fatto parte dei Signori del Male e delle Femizons. In seguito è diventata una supereroina e ha militato tra le file dei Vendicatori e dei Guardiani della Galassia. Viene uccisa dal supercriminale Immortus, ma viene in seguito resuscitata durante la storyline Chaos War.

### Darren Cross
Darren Cross è il terzo personaggio ad assumere l'identità del Calabrone. Per rendere il film Ant-Man più fedele ai fumetti, la casa editrice Marvel ha reso Cross il nuovo Calabrone durante il ciclo di storie scritto da Nick Spencer e presentato su The Astonishing Ant-Man.

## Altri versioni

### Ultimate Marvel
Nell'universo Ultimate il primo personaggio a vestire i panni del Calabrone è Ultron, un robot costruito per essere un potente super soldato.

## Altri media

### Marvel Cinematic Universe
- Nel film del Marvel Cinematic Universe e dei Marvel Studios Ant-Man (2015), il Calabrone viene creato dallo spietato miliardario Darren Cross, che intende venderlo all'Hydra.[4][5] Ex pupillo e collega di Pym che si impossessa della sua azienda e della tecnologia Ant-Man per usarla per scopi militari.[6][7] Descrivendo il suo costume, Stoll ha detto: "Darren Cross... ha un costume che è una specie di evoluzione di quello di Ant-Man. Può fare tutto quello che può fare Ant-Man e anche di più. È più spietato, aggressivo, senza scrupoli, più militaresco, elegante... come se fosse stato disegnato dalla Apple".[8] Riguardo al personaggio, Stoll ha affermato che "non è un villain come Thanos o Loki, che sono consapevoli di esserlo. [Cross] è un uomo non troppo diverso dal personaggio di Michael Douglas, Hank Pym. Un brillante scienziato che non è eticamente puro. Penso che un aspetto interessante del film sia che tutti quanti hanno delle zone d'ombra".[9] A differenza di Rudd, che ha indossato un vero e proprio costume di Ant-Man, Stoll ha interpretato Calabrone attraverso il motion capture; Reed ha spiegato che è stata presa questa decisione poiché girare con un costume vero e proprio sarebbe stato troppo complicato.[10]
- Nel terzo episodio della prima serie animata dell'MCU What If...? (2021) viene mostrato che, in un universo alternativo, dopo essere impazzito Hank Pym ha assunto l'identità del Calabrone per vendicare la morte della figlia Hope durante una missione dello S.H.I.E.L.D., uccidendo i potenziali candidati per l'iniziativa Vendicatori (Tony Stark, Thor, Clint Barton, Bruce Banner e Natasha Romanoff), prima di essere fermato da Nick Fury e da Loki.

### Televisione
- Calabrone (Henry "Hank" Pym) appare nella serie animata Avengers - I più potenti eroi della Terra.[11]
- Calabrone (Darren Cross) è uno degli antagonisti della miniserie animata Ant-Man.

### Videogiochi
- Nel videogioco Marvel: La Grande Alleanza 2 uno dei boss è Hank Pym nei panni del Calabrone.
- La versione del Marvel Cinematic Universe del personaggio appare in Marvel: Avengers Alliance, Marvel: Contest of Champions e Marvel: Future Fight.
- È presente anche nel videogioco LEGO Marvel's Avengers, nelle vesti del villain di Ant-Man, in uno dei contenuti aggiuntivi.[12]